# Kabupaten Kupang
Kabupaten Kupang är ett kabupaten i Indonesien.   Det ligger i provinsen Nusa Tenggara Timur, i den sydöstra delen av landet, 1 900 km öster om huvudstaden Jakarta. Antalet invånare är 304 548. Arean är 5 898 kvadratkilometer.
Terrängen i Kabupaten Kupang är kuperad åt sydväst, men åt nordost är den bergig.